# Fladen (Blidö socken, Uppland)
Fladen är en sjö i Norrtälje kommun i Uppland som ligger på en isolerad ö i havet (Blidö). Sjön har en area på 0,0596 kvadratkilometer och ligger 0[källa behövs] meter över havet.

## Delavrinningsområde
Fladen ingår i det delavrinningsområde (661416-167550) som SMHI kallar för Rinner till Svartlögafjärden. Medelhöjden är 8 meter över havet och ytan är 14,21 kvadratkilometer. Det finns inga avrinningsområden uppströms utan avrinningsområdet är högsta punkten. Avrinningsområdets utflöde mynnar i havet, utan att ha någon enskild mynningsplats.